# Limón (kommun)
Limón är en kommun i Honduras.   Den ligger i departementet Departamento de Colón, i den nordöstra delen av landet, 260 km nordost om huvudstaden Tegucigalpa. Antalet invånare är 8 331. Arean är 598 kvadratkilometer.
Terrängen i Limón är kuperad söderut, men norrut är den platt.